# Survivor Series
Survivor Series es un evento de lucha libre profesional anual celebrado en noviembre por la World Wrestling Entertainment. Debido a su antigüedad, es considerado uno de los «cuatro grandes», junto con WrestleMania, Royal Rumble y SummerSlam, siendo producido desde 1987, y a partir de octubre de 2021, es uno de los cinco mayores eventos del año de la compañía, junto con Money in the Bank. Junto a los otros 4 Grandes, desde la división de marcas en 2002, este PPV podía unir luchadores de las marcas RAW y SmackDown! y, en 2006, a la ECW. A partir de la división de marcas del 2016, el evento contará con luchadores de Raw y SmackDown Live.

## Historia
El primer Survivor Series, se creó con motivo del éxito del feudo entre Hulk Hogan y André the Giant. El concepto original de Survivor Series era tener un evento anual pago por visión que se concentrara en la peleas a eliminación por equipos (lo que da el nombre al evento). Fue originalmente creado para ser un "Evento Día De Acción De Gracias", teniendo lugar los cuatro primeros eventos ese día.
Este evento está usualmente caracterizado por tener al menos un combate (pueden ser más) de eliminación por equipos de cinco contra cinco (o a veces cuatro contra cuatro). Estas peleas son generalmente referidas como "Traditional Survivor Series matches". Las únicas ediciones de Survivor Series donde no hubo estas luchas fueron en la edición de 1998, ya que se hizo un torneo por el vacante Campeonato de la WWF y en la edición de 2002 donde debutó la famosa Elimination Chamber.
En la edición de 1997 se dio la famosa "Traición de Montreal" en donde; Shawn Michaels luchaba contra Bret Hart por el campeonato de la WWF. Antes de la lucha, Bret Hart tuvo una conversación con Vince Mcmahon ya que este estaba por abandonar la empresa e irse a la competencia WCW. Hart no quería perder el campeonato en frente de sus terranos de Canadá y quedaron en que lo perdería la noche siguiente en RAW. Sin embargo, Mcmahon no se arriesgaría a que pasara lo que pasó con Alundra Blaze y el campeonato femenino (cuando Blaze apareció en Nitro tirando el campeonato a un tacho de basura). Planeó junto a Michaels, Triple H y el árbitro Earl Hebner; una conspiración para que Hart perdiera el título. Estaba planeado que Michaels realice el Sharpshooter (movimiento característico de Hart) para que este lo reinvierta y DX interviniera atacando a Hart para que la lucha termine en descalificación reteniendo Hart el campeonato. Sin embargo en el momento que Michaels aplica la llave, el árbitro hace sonar la campana declarando ganados a Michaels por sumisión causando la ira de la familia Hart y de las personas que asistieron al evento. Hart escupió en la cara de Mcmahon y con su mano en el aire escribió la WCW marcando así el momento más controvertido y cutre en la historia de Survivor Series, la WWE y la lucha libre en general.
Para la edición del 2016, se dio a conocer que el evento tendrá una duración de 4 horas. Tendrá un formato parecido al desaparecido PPV de la WWE "Bragging Rights" en el cual se tuvo a superestrellas de Raw y SmackDown Live luchando en una lucha clásica de 5 vs 5 por la supremacía de marcas. Esto sería la génesis de lo que se convirtió en el tema de la supremacía de la marca que comenzó desde entonces. En 2017 y 2018, Raw ganó la batalla con una puntuación de 4–3 y un aplastante 6–1, respectivamente. El evento de 2019 vio la adición de la marca NXT, que anteriormente sirvió como territorio de desarrollo de la WWE, pero se convirtió en una de las tres marcas principales en dicho año y, a su vez, presentó los primeros combates de eliminación de Survivor Series a tres bandas para varones y mujeres. Posteriormente, NXT ganó la competencia con una victoria de 4-2-1. Sin embargo en 2020, debido a la pandemia de COVID-19 y la posterior reestructuración de la marca, NXT dejó de competir en el evento. En el evento de 2021, Raw nuevamente ganó la competencia con una victoria de 5-2 sobre SmackDown.
El 19 de septiembre de 2022, el ejecutivo de la WWE, Triple H, anunció que el evento de 2022 incluiría dos combates de WarGames, uno para hombres y uno para mujeres, que no se basarían en el concepto de marcas. Esta sería la primera vez que la estipulación tendría lugar en un evento ajeno a NXT. A su vez, sería la tercera ocasión en que el Traditional Survivor Series Match no se efectuaba tras las ediciones de 1998 y 2002, debido a un torneo por el Campeonato de la WWE y a la primera Elimination Chamber de la historia, respectivamente.

## Fechas y lugares de Survivor Series
| Evento                           | Fecha                   | Lugar                          | Estadio                     | Asistencia | Evento principal |
| -------------------------------- | ----------------------- | ------------------------------ | --------------------------- | ---------- | --- |
| Survivor Series (1987)           | 26 de noviembre de 1987 | Richfield, Ohio                | Richfield Coliseum          | 21.300     | Team André the Giant vs. Team Hulk Hogan |
| Survivor Series (1988)           | 24 de noviembre de 1988 | Richfield, Ohio                | Richfield Coliseum          | 13.500     | Team The Mega Powers vs. Team The Twin Towers |
| Survivor Series (1989)           | 23 de noviembre de 1989 | Rosemont, Illinois             | Rosemont Horizon            | 15.294     | Team Heenan Family vs. Team Ultimate Warrior |
| Survivor Series (1990)           | 22 de noviembre de 1990 | Hartford, Connecticut          | Hartford Civic Center       | 16.000     | Team Hulk Hogan vs. Team Ted Dibiase |
| Survivor Series (1991)           | 27 de noviembre de 1991 | Detroit, Míchigan              | Joe Louis Arena             | 17.500     | Team Legion of Doom vs. Team Natural Disasters |
| Survivor Series (1992)           | 25 de noviembre de 1992 | Richfield, Ohio                | Richfield Coliseum          | 18.000     | Bret Hart vs. Shawn Michaels |
| Survivor Series (1993)           | 24 de noviembre de 1993 | Boston, Massachusetts          | Boston Garden               | 15.509     | Team All-Americans vs. Team Foreign Fanatics |
| Survivor Series (1994)           | 23 de noviembre de 1994 | San Antonio, Texas             | Freeman Coliseum            | 10.000     | Yokozuna vs. The Undertaker |
| Survivor Series (1995)           | 19 de noviembre de 1995 | Landover, Maryland             | USAir Arena                 | 14.500     | Diesel vs. Bret Hart |
| Survivor Series (1996)           | 17 de noviembre de 1996 | Nueva York, Nueva York         | Madison Square Garden       | 18.647     | Shawn Michaels vs. Sycho Sid |
| Survivor Series (1997)           | 9 de noviembre de 1997  | Montreal, Quebec, Canadá       | Molson Centre               | 20.593     | Bret Hart vs. Shawn Michaels |
| Survivor Series (1998)           | 15 de noviembre de 1998 | San Luis, Misuri               | Kiel Center                 | 21.779     | The Rock vs. Mankind |
| Survivor Series (1999)           | 14 de noviembre de 1999 | Detroit, Míchigan              | Joe Louis Arena             | 18.735     | Triple H vs. The Rock vs. Big Show |
| Survivor Series (2000)           | 19 de noviembre de 2000 | Tampa, Florida                 | Ice Palace                  | 18.602     | Triple H vs. Stone Cold Steve Austin |
| Survivor Series (2001)           | 18 de noviembre de 2001 | Greensboro, Carolina del Norte | Greensboro Coliseum Complex | 10.142     | Team WWF vs. The Alliance |
| Survivor Series (2002)           | 17 de noviembre de 2002 | Nueva York, Nueva York         | Madison Square Garden       | 17.930     | Elimination Chamber match |
| Survivor Series (2003)           | 16 de noviembre de 2003 | Dallas, Texas                  | American Airlines Center    | 13.487     | Goldberg vs. Triple H |
| Survivor Series (2004)           | 14 de noviembre de 2004 | Cleveland, Ohio                | Gund Arena                  | 7.500      | Team Orton vs. Team Triple H |
| Survivor Series (2005)           | 27 de noviembre de 2005 | Detroit, Míchigan              | Joe Louis Arena             | 15.000     | Team SmackDown vs. Team Raw |
| Survivor Series (2006)           | 26 de noviembre de 2006 | Filadelfia, Pensilvania        | Wachovia Center             | 15.400     | King Booker vs. Batista |
| Survivor Series (2007)           | 18 de noviembre de 2007 | Miami, Florida                 | American Airlines Arena     | 12.500     | Batista vs. The Undertaker |
| Survivor Series (2008)           | 23 de noviembre de 2008 | Boston, Massachusetts          | TD Banknorth Garden         | 12.498     | Chris Jericho vs. John Cena |
| Survivor Series (2009)           | 22 de noviembre de 2009 | Washington D. C.               | Verizon Center              | 12.500     | John Cena vs. Triple H vs. Shawn Michaels |
| Survivor Series (2010)           | 21 de noviembre de 2010 | Miami, Florida                 | AmericanAirlines Arena      | 8.000      | Randy Orton vs. Wade Barrett |
| Survivor Series (2011)           | 20 de noviembre de 2011 | Nueva York, Nueva York         | Madison Square Garden       | 16.749     | John Cena & The Rock vs. The Miz & R-Truth |
| Survivor Series (2012)           | 18 de noviembre de 2012 | Indianápolis, Indiana          | Bankers Life Fieldhouse     | 8.500      | CM Punk vs. Ryback vs. John Cena |
| Survivor Series (2013)           | 24 de noviembre de 2013 | Boston, Massachusetts          | TD Banknorth Garden         | 13.500     | Randy Orton vs. Big Show |
| Survivor Series (2014)           | 23 de noviembre de 2014 | San Luis, Misuri               | Scottrade Center            | 12.000     | Team Authority vs. Team Cena |
| Survivor Series (2015)           | 22 de noviembre de 2015 | Atlanta, Georgia               | Philips Arena               | 14.481     | Roman Reigns vs. Sheamus |
| Survivor Series (2016)           | 20 de noviembre de 2016 | Toronto, Ontario, Canadá       | Air Canada Centre           | 17.143     | Goldberg vs. Brock Lesnar |
| Survivor Series (2017)           | 19 de noviembre de 2017 | Houston, Texas                 | Toyota Center               | 14.478     | Team Raw vs. Team SmackDown |
| Survivor Series (2018)           | 18 de noviembre de 2018 | Los Ángeles, California        | Staples Center              | 16.325     | Brock Lesnar vs. Daniel Bryan |
| Survivor Series (2019)           | 24 de noviembre de 2019 | Rosemont, Illinois             | Allstate Arena              | 13.271     | Becky Lynch vs. Shayna Baszler vs. Bayley |
| Survivor Series (2020)           | 22 de noviembre de 2020 | Orlando, Florida               | Amway Center                | 0          | Roman Reigns vs. Drew McIntyre |
| Survivor Series (2021)           | 21 de noviembre de 2021 | Brooklyn, Nueva York           | Barclays Center             | 15.120     | Roman Reigns vs. Big E |
| Survivor Series WarGames (2022)  | 26 de noviembre de 2022 | Boston, Massachusetts          | TD Garden                   | 15.609     | The Bloodline vs. The Brawling Brutes, Drew McIntyre & Kevin Owens |
| Survivor Series WarGames (2023)  | 25 de noviembre de 2023 | Rosemont, Illinois             | Allstate Arena              | 17.138     | The Judgment Day & Drew McIntyre vs. Seth Rollins, Jey Uso, Sami Zayn, Cody Rhodes & Randy Orton                                                                      |
| Survivor Series: WarGames (2024) | 30 de noviembre de 2024 | Vancouver, Canada.             | Rogers Arena                | 17.828     | The OG Bloodline (Roman Reigns, Jey Uso, Jimmy Uso & Sami Zayn) & CM Punk vs. The New Bloodline (Solo Sikoa, Jacob Fatu, Tama Tonga & Tonga Loa) & «Big» Bronson Reed |
| Survivor Series: WarGames (2025) | 29 de noviembre de 2025 | San Diego, California.         | Petco Park                  | TBA        | TBA |

## Récords y estadísticas
- Shawn Michaels y Triple H son los luchadores con más eventos principales en Survivor Series, con 7 combates cada uno.

- Becky Lynch, Shayna Baszler y Bayley protagonizaron el primer evento principal femenil de Survivor Series, en la edición de 2019.

- Aja Kong, Roman Reigns, Dolph Ziggler  y Sasha Banks son los luchadores con más eliminaciones en una sola lucha tradicional de eliminación, siendo 4 cada uno, en la novena edición, en la vigésimo séptima edición, en la vigésimo octava edición y en la trigésima tercera edición, respectivamente.

- Randy Orton tiene el récord de más eliminaciones en la historia de Survivor Series, con 15 en todas sus participaciones.

- Randy Orton es el luchador que ha sido el único sobreviviente que le ha dado la victoria a su equipo tres años seguidos (2003, 2004 y 2005).

- Bam Bam Bigelow es quien más luchadores ha necesitado para recibir el pinfall, siendo cuatro simultáneamente en Survivor Series 1994.

- Los estados que más veces han alojado el evento son Ohio, Florida, Nueva York y Massachusetts con 4 ediciones. Por otra parte, Canadá es el único país fuera de EE. UU. donde se llevó a cabo, siendo Quebec en 1997 y Ontario en 2016.

- Survivor Series 1998 fue la edición con mayor asistencia, con un aforo de 21,779 personas en el Kiel Center de San Luis, Misuri, mientras que Survivor Series 2004 tuvo la menor cantidad de asistencia, con un aforo de 7,000 personas en el Gund Arena de Cleveland, Ohio. Además, Survivor Series 2020 fue la primera y única edición que no contó con público presente, debido a la pandemia de COVID-19.

- The Undertaker es el luchador con más apariciones en Survivor Series con 18.

- Natalya es la luchadora con más apariciones en Survivor Series con 9.

- El evento que más veces ha tenido un Traditional Survivor Series Elimination Tag Team match fue Survivor Series 1990, el cual tuvo 6 combates.

- El Traditional Survivor Series Elimination Tag Team match más largo en todas las ediciones fue en Survivor Series 2016, con un tiempo de 53 minutos.

- El Survivor Series 2016 es el único evento donde hubo tres tipos de Traditional Survivor Series Elimination match: Uno de hombres, una de mujeres y otro de parejas.

- La lucha más breve dentro del evento fue la de The Rock vs. The Big Boss Man en Survivor Series 1998, con un tiempo de 0:04.

- Las únicas ediciones que no tuvieron el Traditional Survivor Series Elimination Tag Team match fueron en 1998 debido al torneo por el Campeonato de la WWE, en 2002 debido a la primera Elimination Chamber de la historia y en 2022, 2023, 2024 y 2025 debido a la temática de WarGames del evento.